# パラエストラ
パラエストラは「日本柔術界の父」こと中井祐樹によって設立されたパラエストラ東京を本部に全国各地に存在する総合格闘技道場の総称。名前の由来はパライストラから。

## 概要
日本ブラジリアン柔術連盟及び日本修斗協会所属だが、柔道、サンボ、キックなどの格闘技にも取り組む。入会すれば全国30カ所近くの道場で練習を行うことが出来る。

## 沿革
- 1997年12月1日 - パレストラ-PARAESTRA開設
- 2003年 - パレストラからパラエストラに改称
- 2024年4月1日、松戸、千葉、柏、沖縄が独立し「THE BLACKBELT JAPAN」が発足[1]。

## 全国のジム一覧
| ジム名                           | 代表者     | 所在地                                                                          | 主な所属選手                 |
| 本部                             | 本部       | 本部                                                                            | 本部                         |
| -------------------------------- | ---------- | ------------------------------------------------------------------------------- | ---------------------------- |
| パラエストラ東京                 | 中井祐樹   | 東京都練馬区豊玉北1-6-13 カエサル江古田B1-101                                   | 上田将勝、シビサイ頌真       |
| 北海道地区                       |            |                                                                                 |                              |
| パラエストラ札幌                 | 俵谷実     | 札幌市東区北9条東10丁目-3-26 パールコート光星10-1F                              | 山下志功、本間祐輔、北原史寛 |
| パラエストラ室蘭                 | 工藤匡敏   | 室蘭市母恋北町1丁目18-3 安龍寺武道場                                            | 小林賢輔                     |
| 東北地区                         |            |                                                                                 |                              |
| パラエストラ八戸                 | 西塚丈人   | 青森県八戸市市川町和野前山17-498                                                |                              |
| パラエストラ上越                 | 梨本洋平   | 新潟県上越市東城町3-10-6 Ｎビル2階                                              |                              |
| 関東地区                         |            |                                                                                 |                              |
| パラエストラ池袋                 | 朝倉孝二   | 東京都池袋2-14-10 ミゾタビルB1F                                                 | 早川光正、中西数雄           |
| パラエストラ板橋                 | 喜多浩樹   | 東京都板橋区上板橋3-5-1 2F                                                      |                              |
| パラエストラ小岩                 | 大内敬     | 東京都江戸川区西小岩2丁目17-1 ライオンズマンション101                           | 斎藤裕                       |
| パラエストラ綾瀬                 | 大内敬     | 東京都足立区綾瀬4-24-13 水垣ビル1F                                              |                              |
| パラエストラ品川                 | 佐々幸範   | 東京都品川区豊町1-6-11プレジールB1                                              | 佐々幸範、湯浅麗歌子         |
| パラエストラ吉祥寺               | 高谷聡     | 東京都武蔵野市吉祥寺南町2丁目10-14ベル吉祥寺101                                 |                              |
| パラエストラ西東京               | 鈴木洋平   | 東京都東久留米市前沢5-32-25                                                     |                              |
| クロスポイント・パラエストラ古河 | 高谷聡     | 茨城県古河市中央町3-1-6                                                         | 安村光輝                     |
| パラエストラ守谷                 | 田端佑介   | 茨城県古河市守谷市立沢983-7                                                     |                              |
| パラエストラ八王子               | 塩田歩     | 東京都八王子市明神町1-25-10 伊橋ビル1F 東京都国分寺市本多1-1-20 ビュー国分寺B1F | 徳留一樹、高木凌             |
| パラエストラ草加道場             | 能登谷佳樹 | 埼玉県草加市瀬崎町108-9                                                         |                              |
| 関西地区                         |            |                                                                                 |                              |
| パラエストラ和泉                 | 吉岡広明   | 大阪府和泉市万町95-1                                                            |                              |
| パラエストラ大阪                 | 中山巧     | 大阪市天王寺区国分町18-21大室ハイツ201                                          | 獅庵、荒東"怪獣キラー"英貴   |
| パラエストラ加古川               | 堂垣善史   | 兵庫県加古川市野口町野口687-51                                                  | 松場貴志                     |
| パラエストラ天満                 | 赤尾セイジ | 大阪府大阪市北区紅梅町6-25天満運送ビル3F                                        |                              |
| パラエストラ東大阪               | 南和良     | 大阪府東大阪市長堂1-3-14トクヤスビル9階                                         |                              |
| パラエストラ森ノ宮               | 林陽太     | 大阪府大阪市東成区中道1-12-9                                                    |                              |
| 中国地区                         |            |                                                                                 |                              |
| パラエストラ広島                 | 冨樫健一郎 | 広島県広島市安佐南区長楽寺1-3-3                                                 |                              |
| 四国地区                         |            |                                                                                 |                              |
| パラエストラ愛媛                 | 林哉宏     | 松山市市坪西町625-1松山中央公園内坊ちゃんスタジアムスポーツフロア1              | 越智晴雄                     |
| 九州地区                         |            |                                                                                 |                              |
| パラエストラ北九州               | 後藤富一   | 北九州市八幡西区三ヶ森１丁目 ６-３                                              |                              |

## 過去の加盟ジム
- パラエストラ松戸
- パラエストラ千葉
- パラエストラ柏
- THEパラエストラ沖縄